# ソーマナータプラ

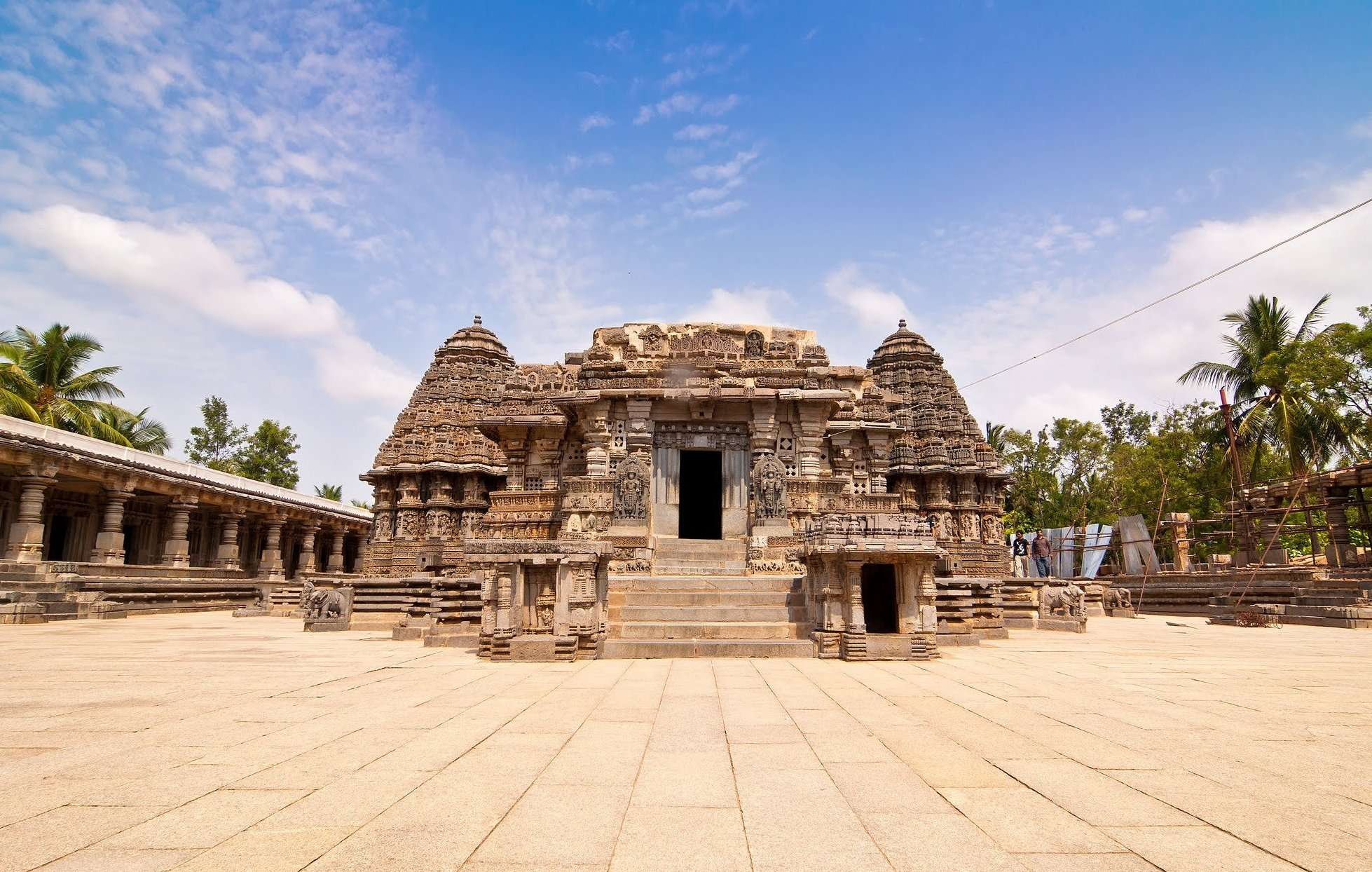
チェンナケーシャヴァ寺院

ソーマナータプラ（カンナダ語：ಸೋಮನಾಥಪುರ、Somanathapura）は、インドのカルナータカ州、マイソール県の都市。マイソールから35 km。ソームナートプルとも呼ばれる。

## 歴史
1268年、ホイサラ朝のバッラーラ2世の治世、ダンダナーヤカ（軍司令官）のソーマナータによって、チェンナケーシャヴァ寺院が建設された。
チェンナケーシャヴァ寺院はホイサラ様式の代表的建築物である。